# Беспризорный спортсмен
«Беспризорный спортсмен» — советский короткометражный художественный фильм-комедия. Фильм сохранился не полностью.

## Сюжет
Телеграфный служащий, чтобы не отставать от любимой девушки-спортсменки, тоже решил заняться спортом…
В комедии «Беспризорный спортсмен» тема спорта переплетена с историей робкого телеграфиста, влюблённого в девушку-спортсменку и ради неё начинающего заниматься спортом самостоятельно — без тренера и команды. Так он становится «беспризорным» и попадает в нелепые и смешные ситуации. Для вящей убедительности сниматься пригласили известную спортсменку и настоящего тренера. Смех смехом, а дело-то серьёзное — кино было призвано пропагандировать здоровье и силу в классовых интересах.Ирина Гращенкова — Киноантропология XX/20

## В ролях
- Лев Константиновский — телеграфист Гавриил Сироткин
- Л. Ефремова — девушка Леля
- Владислав Тарасов — спортинструктор Чугунов
- Александр Чистяков

## Отзывы
Одной из первых советских спортивных комедий был «Беспризорный спортсмен» (1926), где автор сценария, режиссёр и исполнитель главной роли Л. Константиновский довольно вяло подражал Монти Бэнксу и Бену Тюрпину...Р. Н. Юренев. Советская кинокомедия. — Наука, 1964. — С. 162

## Технические данные
- Чёрно-белый, немой. 6 частей, 1463 метра. Сохранился без 2-й, 3-й и 4-й частей.
- Премьера: 28 июня 1926 года